# Classe Daihatsu
La classe Daihatsu o mezzo da sbarco di 14 metri (in giapponese: 大発, abbreviazione di 大型発動機艇 con significato di "grande barca motorizzata") era un tipo di mezzo da sbarco in servizio nella Marina imperiale giapponese durante la Seconda guerra mondiale. Progettata nel 1935, la Classe Daihatsu fu prodotta fino al 1945 in tre configurazioni.